# Allium karamanoglui
Allium karamanoglui là một loài thực vật có hoa trong họ Amaryllidaceae. Loài này được Koyuncu & Kollmann mô tả khoa học đầu tiên năm 1978.